# Campo de extermínio de Bernburg
O Campo de extermínio de Bernburg foi um campo de extermínio usado no regime nazista. Foi instalado na pequena cidade alemã de Bernburg (como seu nome já sugere) em um hospital psiquiátrico.

## História
Em outubro de 1939 o campo de extermínio nazista de Bernburg inicia sua atividade, porém, inicia-se como um centro de extermínio, e mais tarde evoluiria para um campo de extermínio. Este campo, quando era apenas um pequeno centro de extermínio, possuía apenas uma câmara de gás no subsolo do hospital psiquiátrico onde ficava. Os alemães deficientes física e mentalmente eram visitados em asilos e hospitais por soldados nazistas disfarçados de consultores, e que também faziam parte do programa de eutanásia Aktion T4. Eles visitavam, como já dito, asilos e hospitais e escolhiam quem deveria morrer. Os pacientes selecionados eram enviados para uma das seis instalações que executavam o programa de eutanásia: Bernburg, Brandemburgo, Grafeneck, Hadamar, Hartheim e Sonnenstein, onde eram executados em câmaras de gás que usavam o monóxido de carbono para sufocá-los. Mais tarde o monóxido de carbono seria trocado pelo gás cloro nas execuções.

## Evolução

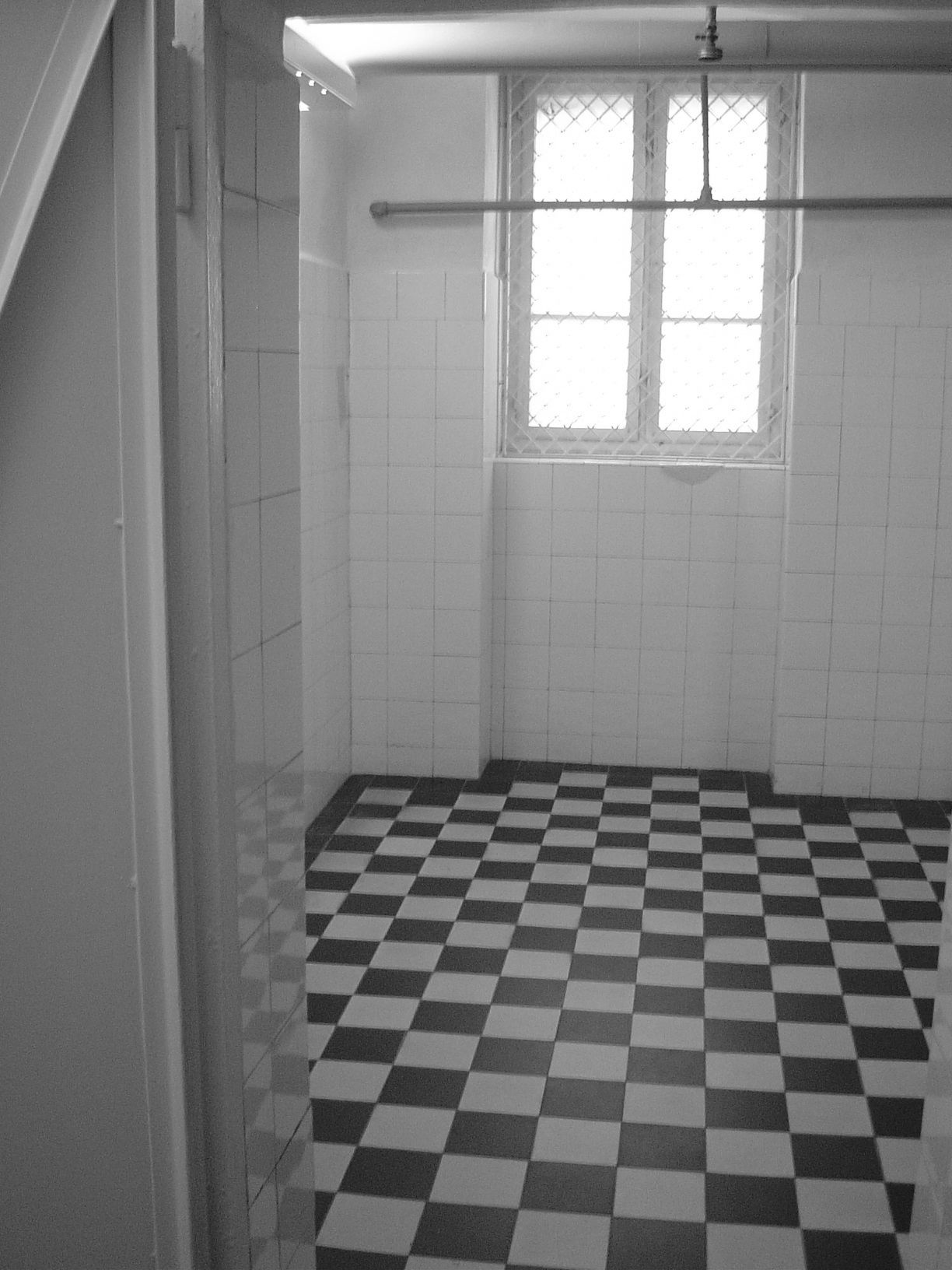
Câmara de gás de Bernburg.

No dia 27 de janeiro de 1942, exatamente uma semana após a Conferência de Wannsee, o centro de extermínio de Bernburg foi evoluído para um campo de extermínio. O hospital psiquiátrico foi fechado, e seus pacientes liberados depois de protestos na Alemanha contra o extermínio de deficientes alemães. Agora como campo de extermínio, Bernburg sofreu mudanças, dentre elas, a troca do gás para a execução. O Gás cloro que foi sendo usado desde o final de 1940, foi trocado pelo Zyklon B, o gás cianídrico. Além disso, novos métodos de execução foram sendo usados no campo, como por exemplo a cadeira elétrica, o fuzilamento e também uma câmara de banho ácido. Fornos crematórios também foram instalados para cremar os corpos das vítimas. 
Com a Segunda Guerra Mundial e o regime nazista na Alemanha, o campo de extermínio de Bernburg começou a receber novos tipos de vítimas: judeus e comunistas em sua grande maioria, eslavos, poloneses, iugoslavos, negros, indígenas, ciganos, cristãos, prisioneiros de guerra soviéticos e homossexuais. A cada mês, prisioneiros de campos de concentração alemães eram mandados para Bernburg, a maioria vindos de Ravensbrück, Dachau e Sachsenhausen. Uma pequena leva de prisioneiros veio uma única vez dos campos de Lichtenburg e Bergen-Belsen em 1942. Em 1945, com o fim da Segunda Guerra, o campo foi fechado. Estima-se que 8.601 vítimas foram assassinadas no campo de Bernburg.
Uma vítima do gaseamento em Bernburg bastante conhecida é Olga Benário, judia comunista alemã, casada civilmente com o dirigente comunista brasileiro Luís Carlos Prestes. Olga ficou presa no campo de concentração de Ravensbrück de 1939 até 1942, e foi transferida para Bernburg quando este já era um campo de extermínio, e foi assassinada na câmara de gás em 23 de abril de 1942 com mais 199 prisioneiras, dentre elas suas amigas Sarah Fidermann, Hannah Karpow, Tilde Klose, Irena Langer e Rosa Menzer.